# Андре Лусіано да Сілва
Андре Лусіано да Сілва (порт. André Luciano da Silva), більш відомий як просто Пінга (порт. Pinga, нар. 27 квітня 1981, Форталеза) — бразильський футболіст, що грав на позиції півзахисника.

## Клубна кар'єра
Народився 27 квітня 1981 року в місті Форталеза. Вихованець футбольної школи клубу «Сеара». Дорослу футбольну кар'єру розпочав 1997 року в основній команді того ж клубу, в якій того року взяв участь в 11 матчах чемпіонату. Згодом по сезону грав складі інших місцевих клубів «Віторія» (Салвадор) та «Жувентус Сан-Паулу».
1999 року Пінга перейшов у італійське «Торіно», де не був основним гравцем, тому протягом 2001—2003 років захищав кольори «Сієни» на правах оренди. 2003 року Пінга потрапив у серйозну автомобільну аварію, прямуючи в римський аеропорт з Флоренції. Друг, також футболіст "Сієни", був поранений, сам Таддеї дивом не отримав ні подряпини, але його молодший брат загинув. Пінга їхав у машині із своїм співвітчизником та одноклубником по «Сієні» Родріго Таддеї, обидва вони вижили, але загинув молодший брат Родріго, Леонардо Таддеї. Пінга який отримав травми, після повернення у туринський клуб в сезоні 2003/04 він виділявся тим, що завжди носив гранатову бандану. Цей елемент одягу, який спочатку спрямований на захист голови, потім став відмітною рисою гравця.
2005 року Пінга став гравцем абсолютного новачка Серії А клубу «Тревізо», де став основним гравцем. Але цей сезон виявиться катастрофічним для команди, оскільки «Тревізо» завершив чемпіонат останнім, здобувши лише 3 перемоги в 38 матчах. Невдалим сещон став і для бразильця, оскільки 5 березня 2006 року під час матчу проти «Реджини», Пінга, шукаючи контакту в штрафному майданчику, щоб отримати пенальті, пірнає, простягаючи ноги, щоб зачепити воротаря Ніколу Паваріні, але мимоволі жорстоко його б'є по обличчю та розриває голкіперу носову перегородку та вибиває кілька зубів. Епізод отримав медійну популярність, а поведінка бразильця була названа символом шкідливої звички симуляції. Це теж, крім катастрофічного сезону «Тревізо», призвело до того, що Пінга покинув Італію наприкінці сезону.
Після цього Пінга повернувся на батьківщину, де став гравцем «Інтернасьйонала» і наступного року виграв з клубом Рекопу Південної Америки, забивши один з голів у другому матчі з «Пачукою» (4:0). Того ж року футболіст покинув батьківщину і відправився на Близький Схід, де тривалий час грав а катарські клуби «Аль-Вахда» (Абу-Дабі), «Аль-Аглі» (Дубай) та «Аль-Дхафра», а також катарський «Аль-Гарафа».
На початку 2013 року Пінга повернувся до Бразилії, де спочатку недовго грав у чемпіонаті штату за «Сантус», після чого став гравцем клубу «Америка Мінейру», де теж себе не проявив і 2014 року завершив професійну ігрову кар'єру.

## Виступи за збірну
У 2001 році в складі молодіжної збірної Бразилії взяв участь в молодіжному чемпіонаті світу в Аргентині, де забив один голи і дійшов з командою до чвертьфіналу. А наступного року з цією ж командою став переможцем товариського Турніру в Тулоні, за результатами якого був визнаний найкращим гравцем змагання, після чого отримав хороші відгуки від Луїса Феліпе Сколарі (тодішнього тренера національної збірної Бразилії з футболу), і про нього стали говорити як про можливого спадкоємця Рівалдо. Втім виправдати сподівання молодий гравець не зумів і так жодної гри за національну команду і не провів.

## Титули і досягнення
- Переможець Рекопи Південної Америки (1):

«Інтернасьйонал»: 2007